# Пернбах
Пернбах (њем. Pörnbach) општина је у њемачкој савезној држави Баварска. Једно је од 19 општинских средишта округа Пфафенхофен ан дер Илм. Према процјени из 2010. у општини је живјело 2.082 становника. Посједује регионалну шифру (AGS) 9186144.

## Географски и демографски подаци
Пернбах се налази у савезној држави Баварска у округу Пфафенхофен ан дер Илм. Општина се налази на надморској висини од 396 метара. Површина општине износи 22,6 km². У самом мјесту је, према процјени из 2010. године, живјело 2.082 становника. Просјечна густина становништва износи 92 становника/km².